# Cothonaspis longula
Cothonaspis longula är en stekelart som beskrevs av Göran Nordlander 1976. Cothonaspis longula ingår i släktet Cothonaspis, och familjen glattsteklar. Arten är reproducerande i Sverige.